# 古賀毅
古賀 毅（こが つよし、1877年7月 - 1968年1月）は、日本の教育者。

## 人物・経歴
福岡県山門郡沖端村（後の柳川町、柳川市の一部）出身で、古賀生三の子。同じく沖端村（柳川）出身の詩人北原白秋の親友であったといわれている。中学伝習館（現：福岡県立伝習館高等学校）、1899年7月第五高等学校文科を経て、1902年7月東京帝国大学文科大学哲学科を卒業。
青森県立八戸中学校教諭を経て、長崎県立島原中学校校長、埼玉県立川越中学校校長、埼玉県立熊谷中学校校長を歴任。1924年から1930年まで鹿児島県立第二鹿児島中学校校長。在任中に鹿児島県議会を説得し、第二鹿児島中学校校舎の鉄筋コンクリート造新校舎への建て替えに尽力。新校舎は1930年に竣工し、戦後も後身校である鹿児島県立甲南高等学校の校舎として使用されている。1930年11月福岡県中学修猷館館長に就任し、1937年8月退任。その後、福岡県女子専門学校（現・福岡女子大学）校長に就任し、1941年3月退任。
正四位勲四等に叙せられる。大豊建設、東洋通信機、新日本電気などの会社役員を務めた古賀温（すなお）は長男。